# الإخوان المسلمون في الأردن
جماعة الإخوان المسلمين في الأردن هي جماعة إسلامية تأسست عام 1945 في الأردن بالتنسيق مع جماعة الإخوان المسلمين في مصر.
تأسست جماعة الإخوان المسلمين في الأردن عام 1945 بمبادرة الشيخ عبد اللطيف أبو قورة، الذي تعاون مع المرشد العام حسن البنا. لعبت الجماعة في البداية دورًا دينيًا ومجتمعيًا بارزًا، حيث أقامت المحاضرات والندوات وساهمت في تأسيس الكلية العلمية الإسلامية. كما شاركت في حرب فلسطين عام 1948 من خلال سرية أبو عبيدة، وقدموا شهداء في سبيل القضية. ارتبطت الجماعة خلال هذه الفترة بقضايا تحررية، وكانت نشطة في دعم مؤتمرات إسلامية وقضايا الأمة.
بين عامي 1952 و1989، توسعت الجماعة تنظيميًا عبر إنشاء هيكل داخلي واضح، وشاركت في الحياة السياسية والنيابية. أسست مجلة "الكفاح الإسلامي" ونظمت مظاهرات ضد الاستعمار والسياسات الغربية مثل حلف بغداد ومبدأ أيزنهاور. شاركت في العمل الفدائي بعد نكسة 1967 من خلال معسكرات ومجاهدين ضد الاحتلال الإسرائيلي. ورغم التوتر مع السلطة، برزت في العمل الطلابي والنقابي والخيري، وأعلنت مواقف معارضة لمعاهدات مثل "كامب ديفيد"، معتبرة فلسطين قضية عقيدة لا مساومة فيها.
في الفترة من 1989 إلى 2025، تصدرت الجماعة المشهد السياسي، حيث حققت نتائج قوية في الانتخابات، وأسست حزب جبهة العمل الإسلامي عام 1992. غير أن قانون "الصوت الواحد" ومؤتمر وادي عربة شكلا بداية تضييق رسمي على نشاطها، ما دفعها لمقاطعة انتخابات 1997. استمرت في العمل الخيري رغم خلافات مع الحكومة.
في 2025، أعلنت الحكومة الأردنية حظر الجماعة باعتبارها غير مشروعة، مع مصادرة ممتلكاتها وتجريم أي نشر أو دعم لها وفق قانون الجرائم الإلكترونية، ما شكّل نهاية فصل طويل من حضور الجماعة في الحياة العامة الأردنية.

## تاريخ الجماعة فيالأردن

الشيخ عبد اللطيف أبو قورة.

### 1946 - 1952
أنشئت جماعة الإخوان المسلمين في الأردن عام 1945م، حيث كانت الجماعة في تلك الفترة تعيش مداً جماهيرياً، بسبب مواقفها وجهادها في قضية فلسطين والقضايا التحررية في العالم العربي، وكان التأسيس بمبادرة عبد اللطيف أبو قورة، الذي اتصل بالمرشد العام حسن البنا، وتعرف على الجماعة وكان عضواً في الهيئة التأسيسية في مصر. ومن أهم أعمال الجماعة في هذه الفترة : إقامة الندوات والمحاضرات والاحتفالات الإسلامية والدعوة إلى الخير والأمر بالمعروف والنهي عن المنكر، كما ساهمت ممثلة بشخص قائدها عبد اللطيف أبو قورة في إنشاء الكلية العلمية الإسلامية في عمان، والمشاركة كذلك في رابطة العالم الإسلامي، والمؤتمر الإسلامي، ولجنة نصرة الجزائر، والمؤتمر الإسلامي لبيت المقدس وغيرها، وشارك الإخوان في حرب فلسطين عام 1948م بسرية أبو عبيدة عامر بن الجراح، وكان مقرها في قرية عين كارم، حيث كان قوامها 120 رجلاً بقيادة عبد اللطيف أبو قورة، واستشهد عدد منهم، من بينهم الشهيد سالم المبسلط، والشهيد بشير سلطان.

### 1952 – 1967
اختير أواخر عام 1953 محمد عبد الرحمن خليفة مراقباً عاماً للجماعة، حيث قام بإنشاء نظام أساسي. كما نظم بنية الجماعة، عبر إنشاء هيئة عامة في كل شعبة تنتخب هيئة إدارية. وفي هذه الفترة انضم تنظيم الجماعة في فلسطين إلى تنظيم الأردن لتشكل جماعة واحدة.
وقد اهتم الإخوان بـمخيمات اللاجئين، حيث افتتحت بعض الشعب الجديدة، وأنشأت بعض المدارس؛ منها مدرسة البر بأبناء الشهداء في مخيم عقبة جبر.
وأصدر الإخوان في هذه الفترة مجلة الكفاح الإسلامي، التي كان يرأس تحريرها يوسف العظم، وصدر منها أحد عشر عدداً فقط، ثم أغلقت بقرار من الحكومة الأردنية في حينها.
دعا فرع الجماعة في الأردن لعقد مؤتمر إسلامي عالمي خاص بـبيت المقدس، وعقد المؤتمر عام 1953 في القدس، بمشاركة واسعة من علماء ومفكرين وقادة إسلاميين من مختلف أقطار العالم الإسلامي. وكان للإخوان مشاركة واسعة في مختلف هيئات المؤتمر ولجانه المختلفة.
وفي عام 1954 أصدرت الجماعة بياناً حددت فيه سياستها بالخطوط العريضة التالية :
- الأردن جزء لا يتجزأ من العالم الإسلامي.
- الحكم بشريعة الله هو مطلب الإخوان وغايتهم في هذه الدنيا.
- قضية فلسطين قضية إسلامية، ولا بد أن تحشد لها جميع الإمكانات المادية والمعنوية لتحريرها من اليهودية العالمية والصليبية الدولية.

وفي عام 1954، احتج الإخوان على وجود ضباط إنجليز في الجيش العربي؛ وطالبوا بترحيلهم. ونظموا عددا من الفعاليات والمظاهرات المعادية للاستعمار. كما هاجموا حلف بغداد، وعلى إثر هذا الهجوم اعتقل المراقب العام عام 1955. كما عارضوا مبدأ الرئيس الأمريكي دوايت آيزنهاور عام 1957، وهو المبدأ المعروف بمبدأ ملء الفراغ في الشرق الأوسط. ونظموا مظاهرات احتجاجية على أثر استدعاء قوات بريطانية عام 1958، ما أدى لاعتقال المراقب العام مرة أخرى عام 1958، وكان آنذاك عضواً في البرلمان الأردني.
شارك الإخوان في الانتخابات النيابية عام 1956، ونجح لهم أربعة مرشحين من ستة، ووقفوا ضد الفساد الذي كانت تمارسه الحكومة، ومنه إقامة حفل راقص على الجليد في عمان، وذلك عام 1960، حيث اعتقل عدد من أفراد الجماعة، وعلى رأسهم المراقب العام الذي بقي في السجن مدة ستة أسهر.
كما شارك الإخوان في الانتخابات النيابية عام 1963، ونجح لهم مرشحان. وأنشأ فرع الأردن بالتعاون مع مجموعة من الشخصيات الإسلامية والعامة جمعية المركز الإسلامي الخيرية، التي أصبح لها فروع في مختلف مدن المملكة، وأنشأت المستشفى الإسلامي في عمان والعقبة وعدة مدارس ومعاهد.
وقد شهدت هذه الفترة انحساراً في المد الإسلامي، في مقابل المد اليساري والقومي.

### 1967 - 1989
خلال هذه الفترة، بدأ المد الإسلامي بالتنامي مجددا؛ في حين أخذ المد القومي واليساري بالانحسار بعد هزيمة عام 1967.
وقد شارك الإخوان المسلمون في العمل الفدائي ضد إسرائيل من خلال حركة فتح، حيث أقاموا ثلاثة معسكرات، ونفذوا مجموعة من العمليات الناجحة ضد أهداف إسرائيلية. وقد عمل في هذه المعسكرات حوالي 180 مجاهداً متفرغا، بالإضافة إلى العديد من المتطوعين على فترات متقطعة. كما استشهد عدد من هؤلاء المجاهدين في هذه الفترة، وهم: صلاح حسن (مصر)، مهدي الأدلبي (سوريا)، رضوان كريشان (الأردن)، محمد سعيد باعباد (اليمن) ،إبراهيم عاشور (فلسطين)، رضوان بلعا (سوريا)، محمود برقاوي (الأردن)، صلاح الدين المقدسي (فلسطين)، زهير سعدو (سوريا)، نصر العيسى (سوريا)، سليم المومني (الأردن)، يعقوب عيسى (سوريا).
وفي عام 1970 وقف الإخوان موقفاً حاسماً من الفتنة، ورفضوا أن يعينوا فريقاً ضد فريق، وأكدوا أنهم إنما حملوا السلاح لمقاتلة أعداء الأمة المحتلين الصهاينة.
وشهدت فترة السبعينيات مداً إسلامياً كبيراً، حيث تدفق الشباب على الجماعة التي ركزت في هذه المرحلة على التربية والدعوة، واتجهت نحو التوسع في العمل النقابي، وشاركت في الانتخابات النيابية التكميلية عام 1984، إذ حصلت على مقعدين آخرين في المجلس، فأصبح لها أربعة نواب. وشارك الإخوان في الانتخابات البلدية في إربد ومادبا وسحاب. وتقدم الإخوان في قيادة العمل الطلابي في الجامعات.
وكانت أبرز مواقفهم خلال تلك الفترة معارضتهم لمعاهدة كامب ديفيد بين مصر وإسرائيل، والتي تؤدي تباعا إلى الاعتراف بـ"إسرائيل"، وتنهي الحرب معها، وتضفي الشرعية على اغتصابها الأرض العربية، كما تؤدي إلى إشعال الفتنة الطائفية في لبنان ومحاصرة المقاومة الفلسطينية.
أكدت الجماعة على أن قضية فلسطين قضية عقيدة ومقدسة لدى مسلمي العالم جميعا. ونددت بالعدوان الإسرائيلي على لبنان، وعلى المقاومة الفلسطينية، وبالمذابح الإجرامية في مخيمات تل الزعتر وصبرا وشاتيلا.
وشهدت هذه الفترة توتراً في العلاقة مع المؤسسة الملكية، حيث فصل عدد كبير من الإخوان الأساتذة في الجامعات، وفي غيرها من المواقع الوظيفية، واستمر النهج الصدامي حتى عام 1989.
كما أيدت الجماعة ودعمت الانتفاضة المباركة في فلسطين.

### 1989 - 1998
اتسعت مشاركة الجماعة في المجال العام في هذه الفترة، حيث كانت الأكثر حضوراً ونجاحاً بين القوى السياسية المختلفة، إذ حصلت في المجلس النيابي الحادي عشر على اثنين وعشرين مقعدا؛ بالإضافة إلى رئاسة المجلس لثلاث دورات متتالية. كما شاركت بخمسة وزراء في عام 1991. وفي عام 1993 حصلت على سبعة عشر مقعداً، بعد إصدار قانون انتخابي جديد سمي بقانون الصوت الواحد، حيث أكد كثير من السياسيين والشخصيات الوطنية وحتى بعض المهتمين الأجانب بالشأن الأردني بأن هدف هذا القانون هو محاصرة الحركة الإسلامية وتقليل فرص نجاحها.
وفي هذه الفترة، أنشأت الجماعة حزب جبهة العمل الإسلامي سنة 1992، وذلك بالتعاون مع شخصيات إسلامية عامة. كما شاركت الجماعة في الانتخابات البلدية لعام 1995 وفاز مؤيدوها وأنصارها في عدد من البلديات. وفي عام 1994، انتخب الإخوان مراقبا عاما جديدا هو عبد المجيد ذنيبات.
وقد عقد في عام 1996 مؤتمر داخلي لتقويم مسيرة خمسين سنة.
ونتيجة لاستمرار التراجع في الممارسة الديمقراطية، والتضييق على الحركة الإسلامية بعد توقيع الأردن معاهدة وادي عربة مع "إسرائيل"، وهي المعاهدة التي عارضتها الجماعة بشدة. وفي هذا الإطار، رأت الجماعة أنه لا بد من مراجعة المشاركة السياسية الرسمية ومنها المشاركة في المجلس النيابي، واحتجاجاً على هذه الحال، ولتحسين شروط المشاركة السياسية قررت الجماعة مقاطعة الانتخابات النيابية لعام 1997.

### 1998 - 2007
دخلت الجماعة هذه الفترة التاريخية وهي ما تزال تتصدر العمل السياسي والاجتماعي الخيري على مستوى المملكة، حيث حصلت في انتخابات 2003 على 17 مقعداً في مجلس النواب. واستمرت إسهاماتها في جمعية المركز الإسلامي التي تعتبر رائدة في العمل الخيري على مستوى الأردن، بالرغم من الأزمة التي مرت بها الجمعية مع الحكومة.
ولكن في الانتخابات النيابية عام 2007 لم تحصل الجماعة ممثلة بـ حزب جبهة العمل الإسلامي إلا على 6 مقاعد في البرلمان.

### 2015
دار جدل حول إشهار الجماعة ومدى توافقه مع القوانين الأردنية، وهو الأمر الذي رفضته الجماعة، لأنها مشهرة وعلنية منذ نشأتها. وقام بعض أفرادها (المعترضين) بإشهار جمعية جديدة بنفس الاسم وقوبل ذلك باستنكار الكثير من أعضائها.

### 2025
أعلن وزير الداخلية الأردني مازن الفراية يوم الأربعاء 23 أبريل/ نيسان 2025 حظر نشاطات جماعة الإخوان المسلمين وعدها جمعية غير مشروعة، واعلن على الإنفاذ الفوري لأحكام القانون على جماعة الإخوان المسلمين باعتبارها جمعية غير مشروعة. وأفاد بحظر كل نشاطات جماعة الإخوان المسلمين، وعد أي نشاط لها أيا كان نوعه عملاً يخالف أحكام القانون ويوجب المساءلة القانونية. وأضاف أن الحظر يشمل أي منشورات للجماعة وإغلاق ومصادرة جميع مكاتبها وممتلكاتها. بالإضافة إلى ذلك، بموجب المادة 17 من قانون الجرائم الإلكترونية الأردني، فمن المتوقع أن يُحكم على كل من ينشر محتوى متعلق بجماعة الإخوان المسلمين عبر المواقع الإلكترونية، بالسجن من سنة إلى ثلاث سنوات.
في 23 يونيو 2025، إعتقلت السلطات الأردنية، المراقب العام لجماعة الإخوان المسلمين في الأردن المهندس مراد عبد الحميد العضايلة (60 عاما)، باعتباره كان المسؤول الأول في جماعة الإخوان المسلمين المحظورة، والتي كانت تمارس عملها بشكل غير مشروع، وذلك بعد شهرين من قرار حظر الجماعة بالبلاد.
وقد أفضت التحقيقات التي باشرتها الأجهزة المختصة بقضية أموال الجماعة إلى الحصول على أدلة واعترافات تتعلق بإدارة شبكة مالية لها امتدادات خارجية، وكذلك العثور على وثائق ومضبوطات داخل مقرات كانت تقيم فيها الجماعة، وتفيد بجمع واستخدام الأموال بشكل غير قانوني ولأغراض غير مشروعة.
وجهت السلطات الأردنية لوائح اتهام لقياديين في جماعة الإخوان المسلمين المحظورة، بينهم مراد العضايلة وأحمد الزرقان وغازي الدويك، بتهمة جمع أموال دون ترخيص تحت غطاء التبرع لغزة، ثم استخدامها لأغراض غير مشروعة مثل تمويل حملات انتخابية ودفع رواتب. كما يجري التحقيق في مؤسسات وجمعيات مرتبطة بالجماعة.

## مراقبو الإخوان المسلمين في الأردن
| م | اسم المراقب                  | الصورة | فترة الرقابة  |
| - | ---------------------------- | ------ | ------------- |
| 1 | عبد اللطيف أبو قورة - المؤسس |        | (1945 - 1953) |
| 2 | محمد عبد الرحمن خليفة        |        | (1953 - 1994) |
| 3 | عبد المجيد ذنيبات            |        | (1994 - 2006) |
| 4 | سالم الفلاحات                |        | (2006 - 2008) |
| 5 | همام سعيد                    |        | (2008 - 2016) |
| 6 | عبد الحميد الذنيبات          |        | (2016 - 2024) |
| 7 | مراد العضايلة                |        | (2024 - الآن) |

## اللجنة المؤقتة لإدارة الجماعة
أعلنت الجماعة بتاريخ 11 يونيو 2016 عن لجنة مؤقتة لإدارة الجماعة برئاسة النائب السابق المهندس عبد الحميد الذنيبات والمهندس عزام الهنيدي نائبا للرئيس والمهندس بادي الرفايعة أمينا للسر وعضوية:
- الدكتور شاكرالخوالدة
- الدكتور المهندس محمد الشحاحدة
- الأستاذ زياد الميتاني
- الدكتور المهندس رامي ملحم
- المهندس عارف حمدان
- الأستاذ معاذ الخوالدة[15]

## أعضاء المكتب التنفيذي للجماعة [2008-2016]
- همام سعيد مراقبا عاما للجماعة.
- زكي بني ارشيد نائبا للمراقب العام،
- م. وائل السقا عضو المكتب التنفيذي.
- سعود أبو محفوظ عضو المكتب التنفيذي.
- زياد الخوالدة عضو المكتب التنفيذي.
- أحمد الزرقان عضو المكتب التنفيذي.
- محمد عقل عضو المكتب التنفيذي وامين السر العام.
- سعادة سعادات عضو المكتب التنفيذي.

## أعضاء المكتب التنفيذي للجماعة [2006-2008]
- سالم الفلاحات المراقب العام السابق للجماعة في الأردن.
- جميل أبو بكر نائب المراقب العام.
- سعود أبو محفوظ عضو المكتب التنفيذي.
- أحمد الكفاوين عضو المكتب التنفيذي.
- عبد الحميد القضاة عضو المكتب التنفيذي.
- نائل زيدان مصالحة عضو المكتب التنفيذي.
- خالد حسنين عضو المكتب التنفيذي.

## أبرز القيادات الحالية للجماعة
- همام سعيد
- حمزة منصور.
- زكي سعد بني ارشيد.
- محمد عواد الزيود
- سالم الفلاحات.